# فرج‌آباد (خمین)
فرج‌آباد، روستایی از توابع بخش مرکزی شهرستان خمین در استان مرکزی ایران است.

## مردم
مردم این روستا لرتبار و از ایل بختیاری می باشند که به گویش لری بختیاری سخن می گویند

## جمعیت
این روستا در دهستان آشناخور قرار دارد و براساس سرشماری مرکز آمار ایران در سال ۱۳۸۵، جمعیت آن ۶۵۶ نفر (۱۵۶خانوار) بوده‌است.

## سنگ‌نوشته‌های گورستان خمین
سنگ‌نوشته‌های مربوط به گورستان ساکنین قدیم روستای فرج‌آباد خمین می‌باشد.

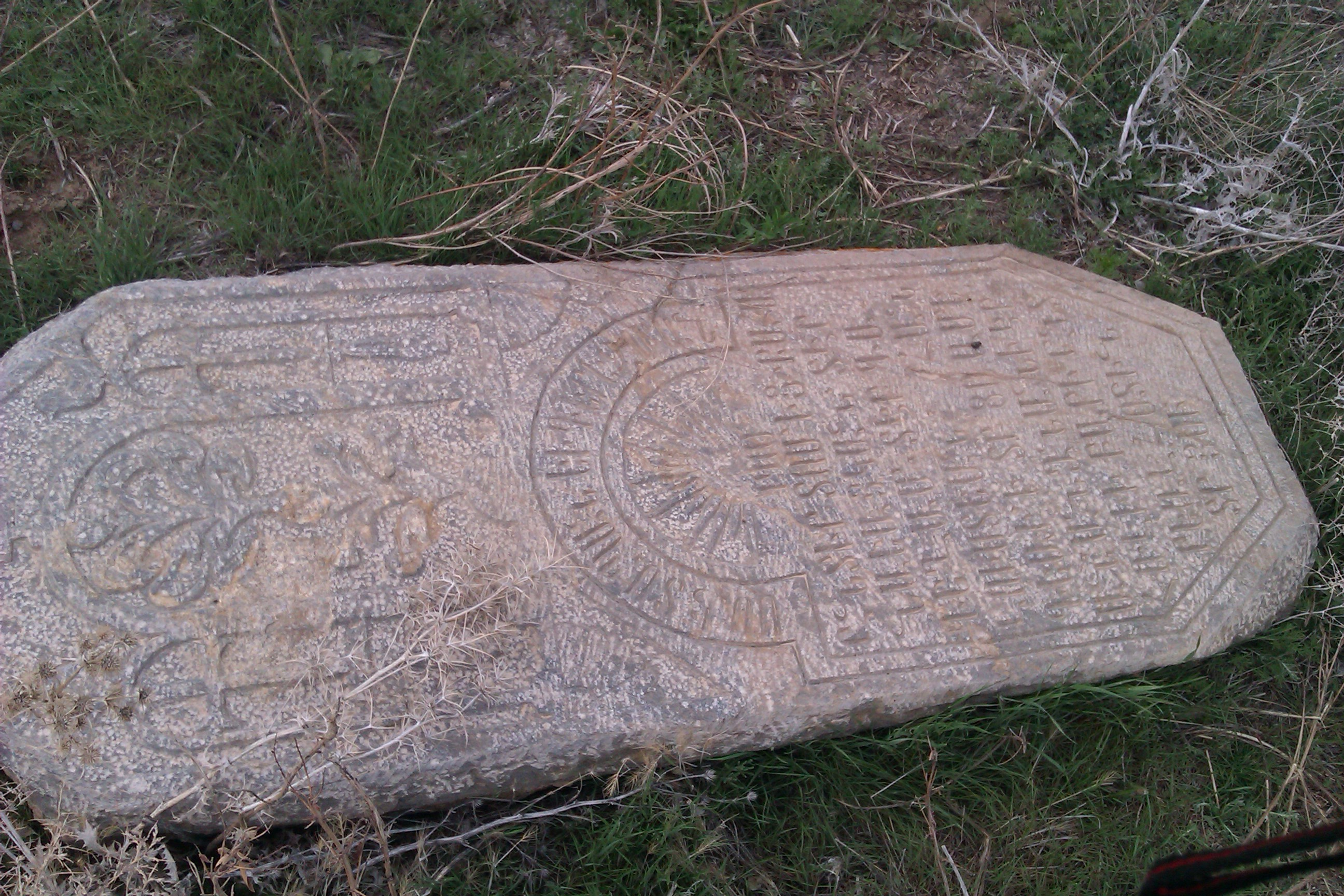
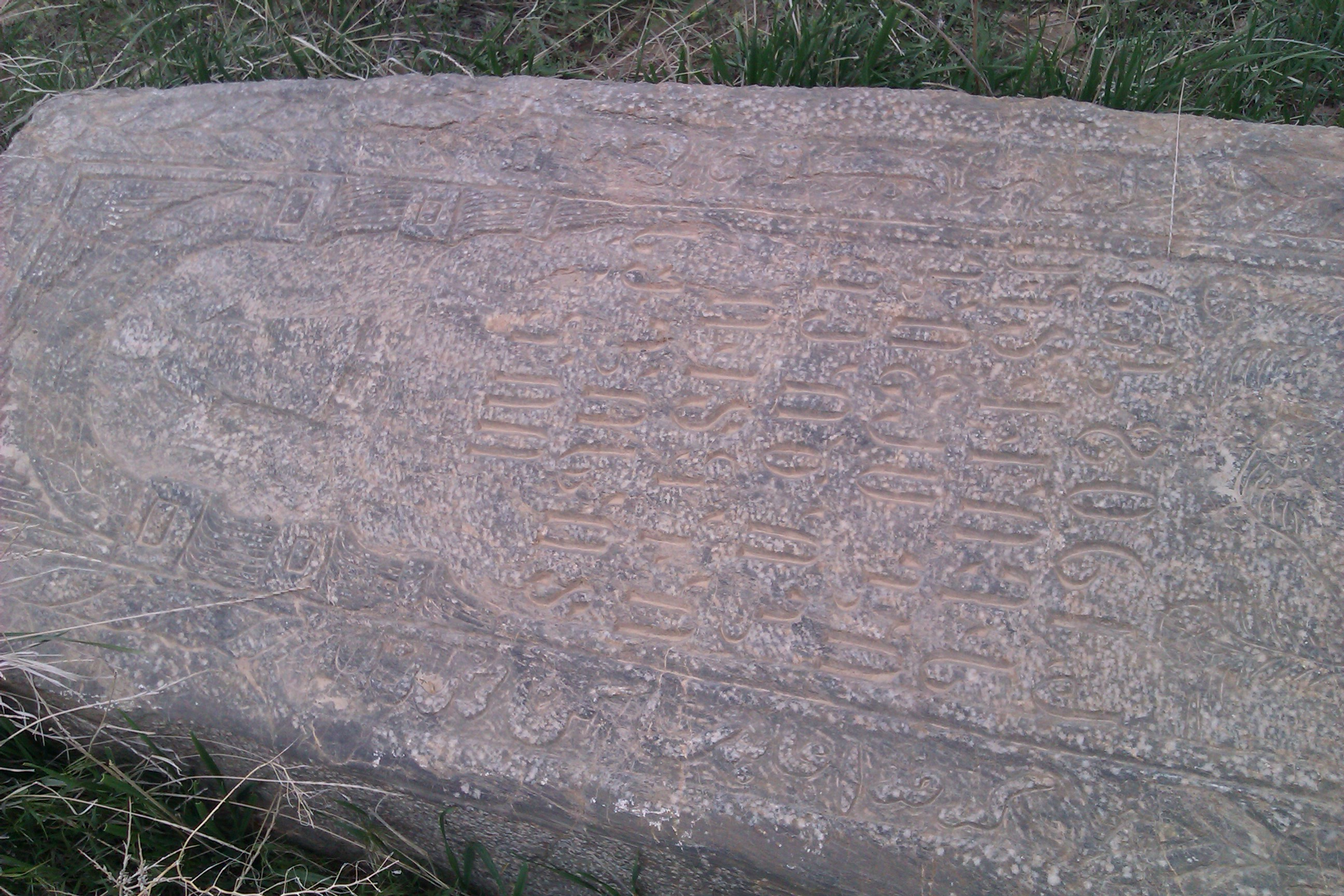
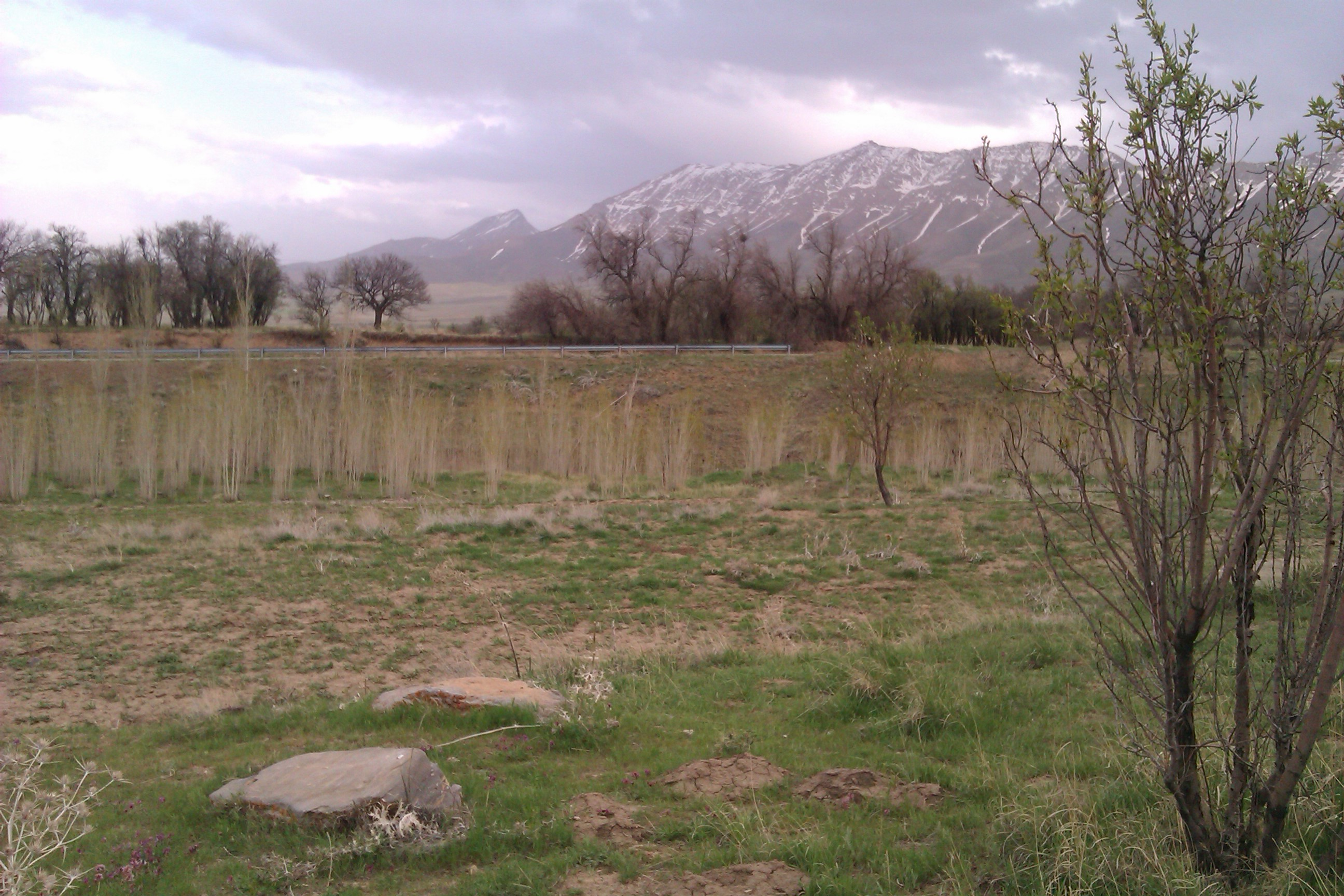
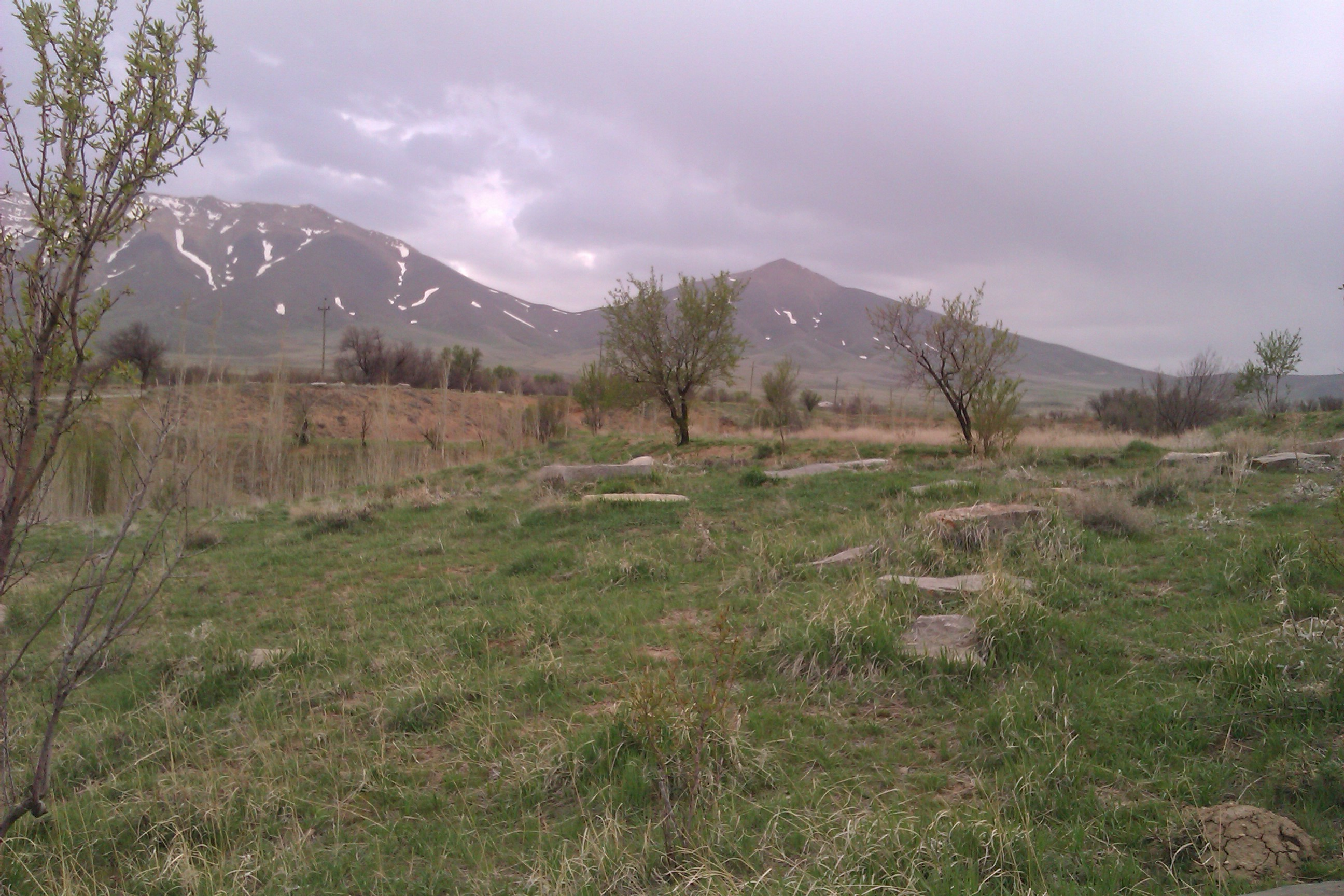
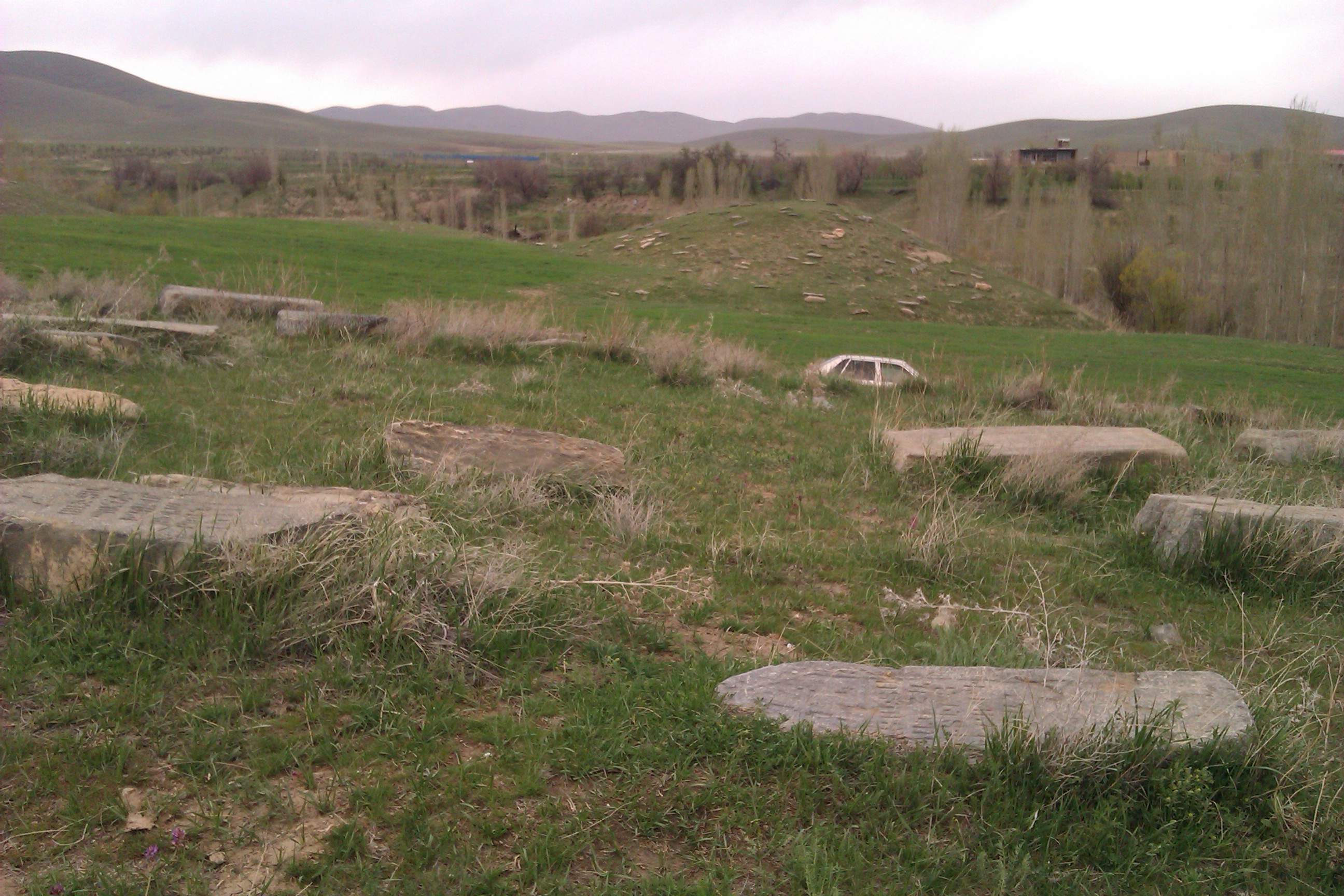
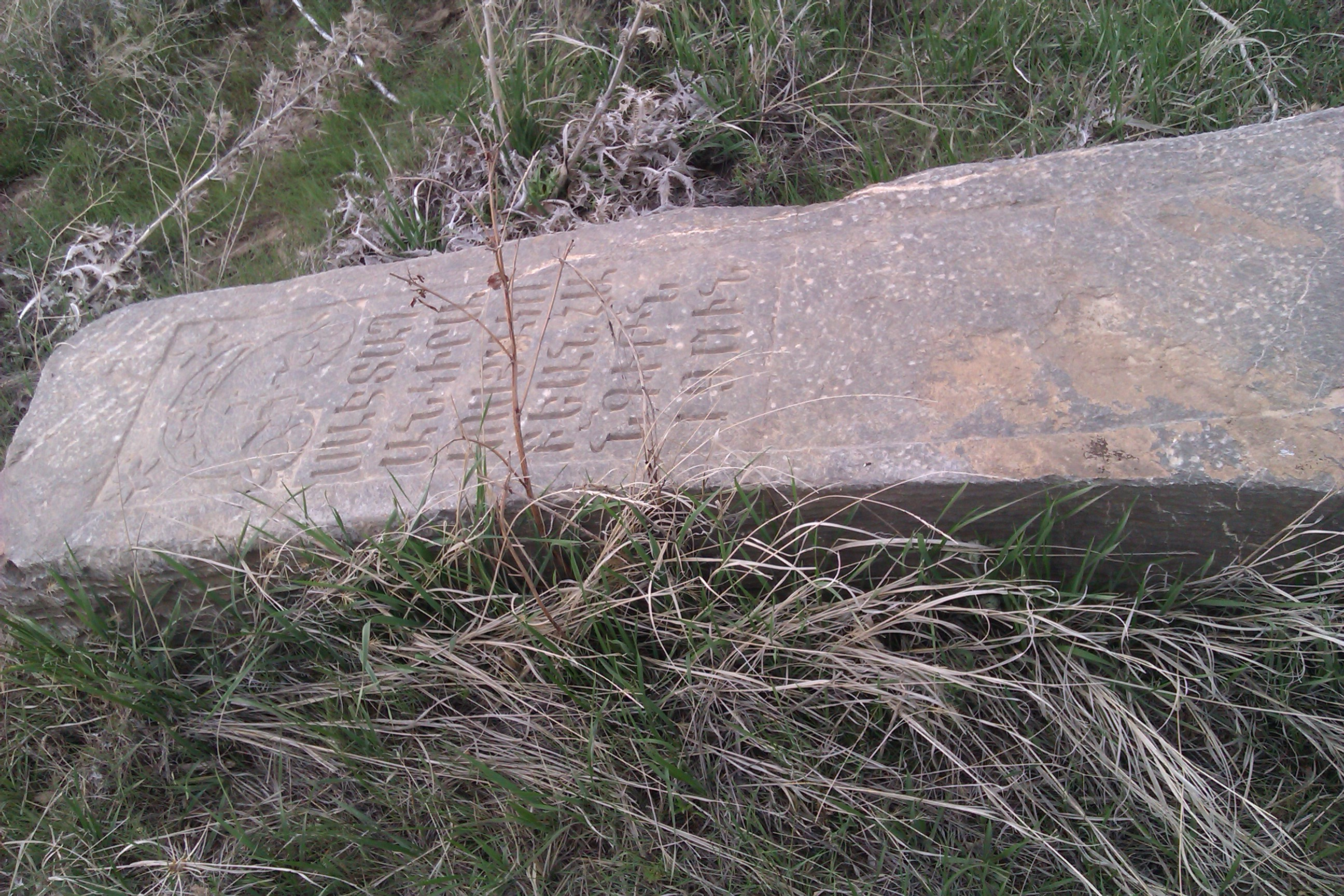
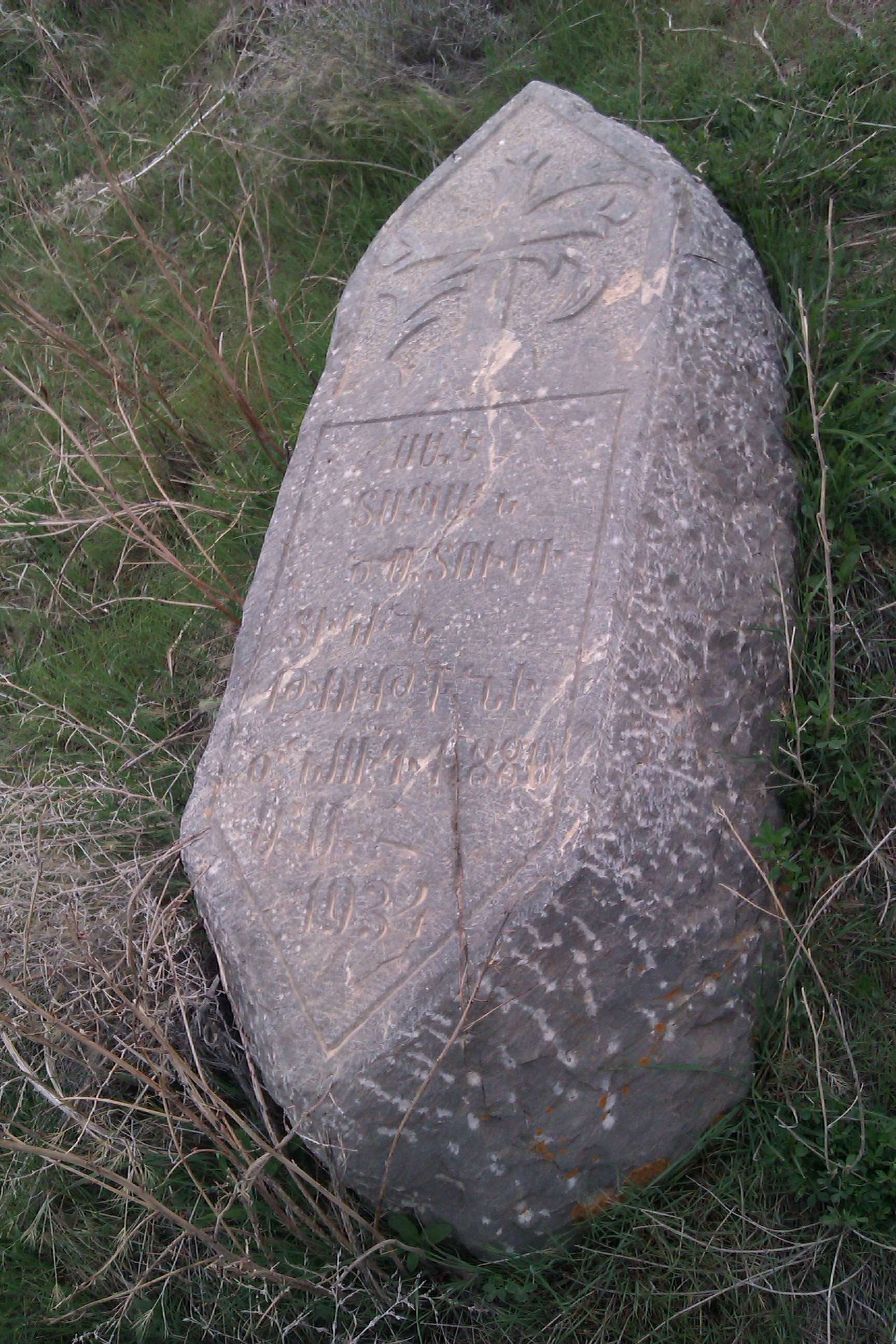